# پائول کاپدویل
پائول کاپدویل (اسپانیایی: Paul Capdeville‎؛ زادهٔ ۲ آوریل ۱۹۸۳) یک تنیس‌باز اهل شیلی است.